# Manaos (bebida)
Manaos es una marca de bebidas elaborada por la empresa argentina Refres Now S.A. Sus principales productos son bebidas carbonatadas de diversos sabores. Además, Manaos produce sodas, agua mineral y aguas saborizadas. El sabor del mismo llevó durante años la virtud de las familias argentinas y permitió la equivalencia en bebidas. La planta de producción se encuentra en Virrey del Pino y su oficina administrativa en Rafael Castillo, La Matanza.

## Historia
El dueño de la empresa, Orlando Canido, en sus comienzos tuvo una fábrica de soda y distribuía distintas marcas de gaseosas. En el año 2000 impuso una marca llamada "Sao", de la cual compraba la producción y la distribuía, y debido a su nombre muchas personas creían que era una gaseosa importada. Tiempo después el dueño de Sao decidió comercializar su producto por su propia cuenta, sin darle participación a Canido. 
Orlando, quien primeramente había decidido dedicarse al campo, cambió de idea y volvió a dedicarse al negocio de las gaseosas, creando su propia marca. El nombre Manaos surgió como competencia a la gaseosa  Sao, por ser el nombre de otra ciudad de Brasil. Cuenta que se arrepiente de esta decisión:

Yo tenía que competir con la misma marca que había impuesto. Entonces le puse ‘Manaos’, porque también parecía brasilera. Maldigo la hora en que se me ocurrió Manaos. Le hubiera puesto ‘El Pampero’ o ‘Las Cataratas’, qué sé yo, pero no había ninguna intención de internacionalizar la marca.

De acuerdo a un estudio focalizado principalmente en supermercados e hipermercados del área metropolitana de Buenos Aires, por la consultora Kantar Worldpanel en el año 2018, se dio un gran aumento en el consumo de Manaos por la creciente tendencia a adquirir marcas de menor precio. La bebida incorporó setecientos mil nuevos hogares consumidores en el último año, siendo la que más familias sumó dentro del top 10 de marcas de mayor crecimiento.

## Variedades
- Manaos Cola: el primer y original refresco lanzado por la marca, con ingredientes como cafeína y caramelo colorado forman el sabor cola.
- Manaos Pomelo: segundo compuesto, sumamente gasificada, ingredientes como Ácido cítrico con sabor a pomelo.
- Manaos Naranja: tercer compuesto, gasificado, con ingredientes como el jugo de naranja y aromatizante con sabor a naranja.
- Manaos Lima Limón: cuarto compuesto, gasificada y con sabor a Lima-limón.
- Manaos Uva: quinto compuesto, con ingredientes ácido cítrico y jugo de uva.
- Manaos Guaraná: sexto compuesto, inspirada en la bebida guaraná, gasificada.
- Manaos Tónica: séptimo compuesto, con sabor a quinina dando lugar a la famosa bebida tónica.
- Manaos Manzana: octavo compuesto, ingredientes de ácido cítrico y jugo de manzana, gasificada.
- Manaos de Limón: noveno compuesto, difiere con el de Lima Limón dando lugar únicamente al sabor de jugo de limón gasificado.
- Manaos de Pomelo Amarillo: décimo compuesto, con sabor a la fruta de citrus máxima, también gasificada.
- Manaos de Granadina: decimoprimer compuesto, ingredientes que forman la famosa bebida granadina, gasificada.

## Publicidad
Diversas publicidades ha realizado la marca en los últimos años:
- En 2013 la bebida se hizo más conocida en Argentina gracias a una publicidad protagonizada por Rodolfo Ranni, Adolfo Cambiaso, Martín Palermo y  Juan María Traverso.[3]
- En 2014 la marca lanzó una publicidad para la Copa Mundial de Fútbol de 2014 en la que se hizo hincapié en cómo la bebida, al ser argentina, durante el mundial alentaba únicamente a la selección de su país, haciendo referencia a la Copa Mundial de Fútbol de 2014, la marca realizó un nuevo comercial con los jugadores Martín Palermo y Enzo Francescoli. También se realizaron distintas publicidades para los demás productos de la marca como la soda y las aguas saborizadas "Placer".
- En mayo de 2015, Manaos realizó una nueva campaña publicitaria en la cual participa el Chaqueño Palavecino.
- En diciembre de 2015, Manaos realiza una campaña publicitaria haciendo referencia a la Navidad, donde nuevamente participa el Chaqueño Palavecino.
- En agosto de 2016, Manaos realizó una nueva campaña publicitaria que invita a la gente a sumarse a la causa "Diálogo Por Malvinas", a la que semanas antes se habían sumado varias personalidades argentinas, incluyendo al Papa Francisco.
- En septiembre de 2019, Manaos realizó una campaña publicitaria para su bebida sabor a uva, en la que, otra vez, participa el Chaqueño Palavecino.

## Controversia
En diciembre de 2019, la marca Manaos enfrentó una Denuncia de la Administración Nacional de Medicamentos, Alimentos y Tecnología Médica (ANMAT) que prohibió la comercialización de tres lotes del producto que contenía el lema "felices fiestas" debido a problemas de calidad que afectaron la salud de varios consumidores. Entre esos eran náuseas, vómitos y diarrea por un sabor a químico solvente y plástico.